# Såmaskin

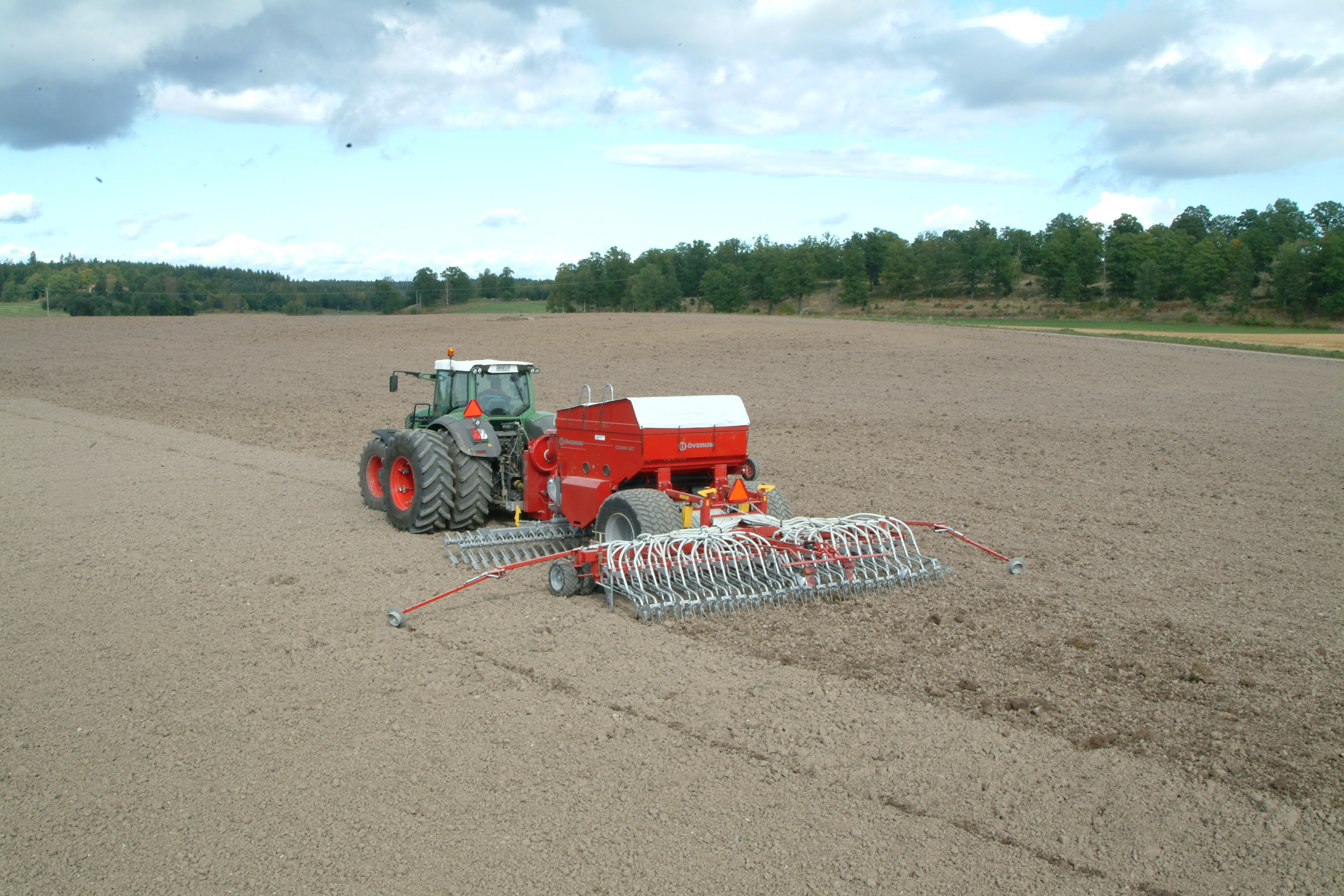
En såmaskin från Överum som både sår och gödslar.

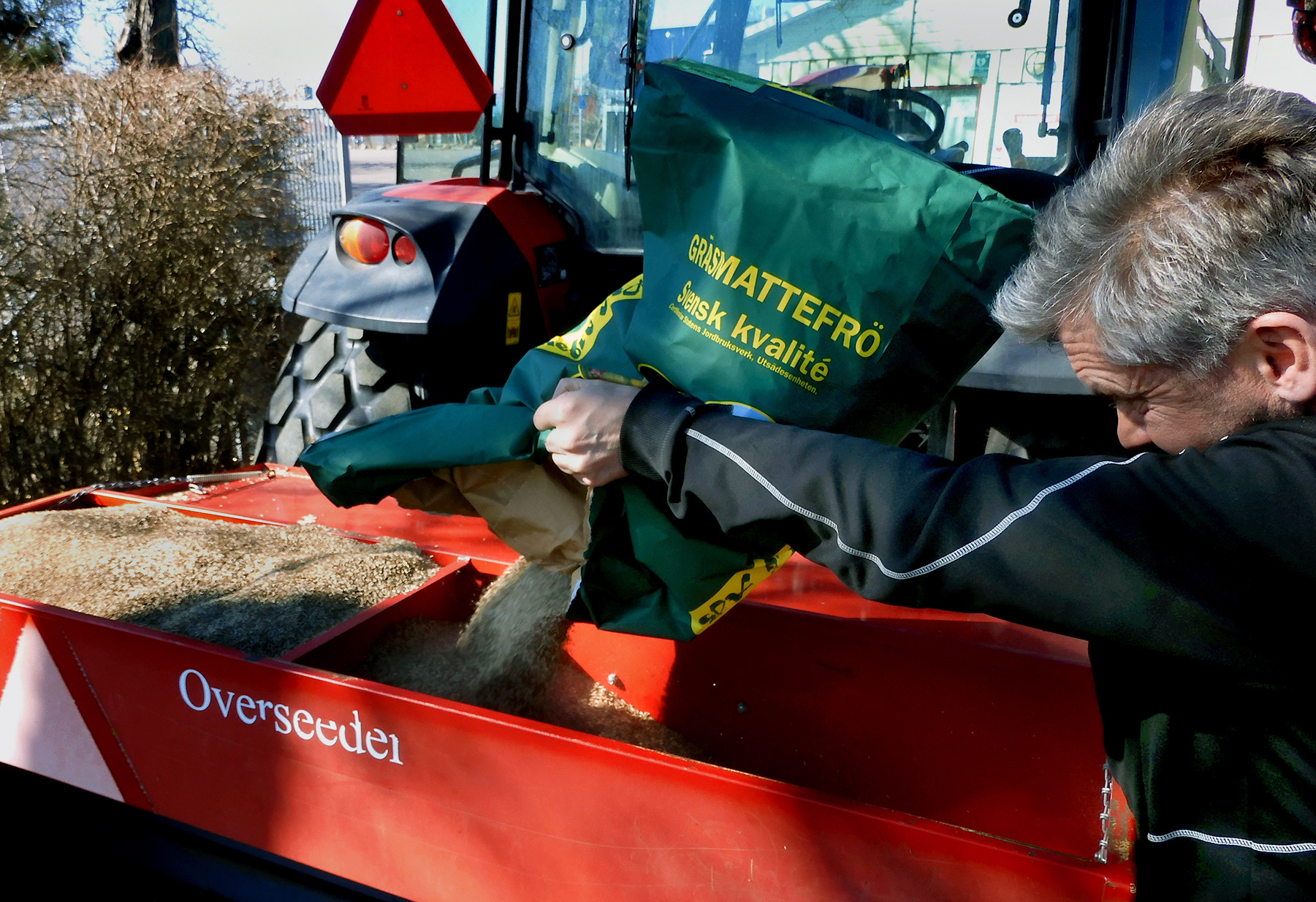
En såmaskin fylls med gräsfrön.

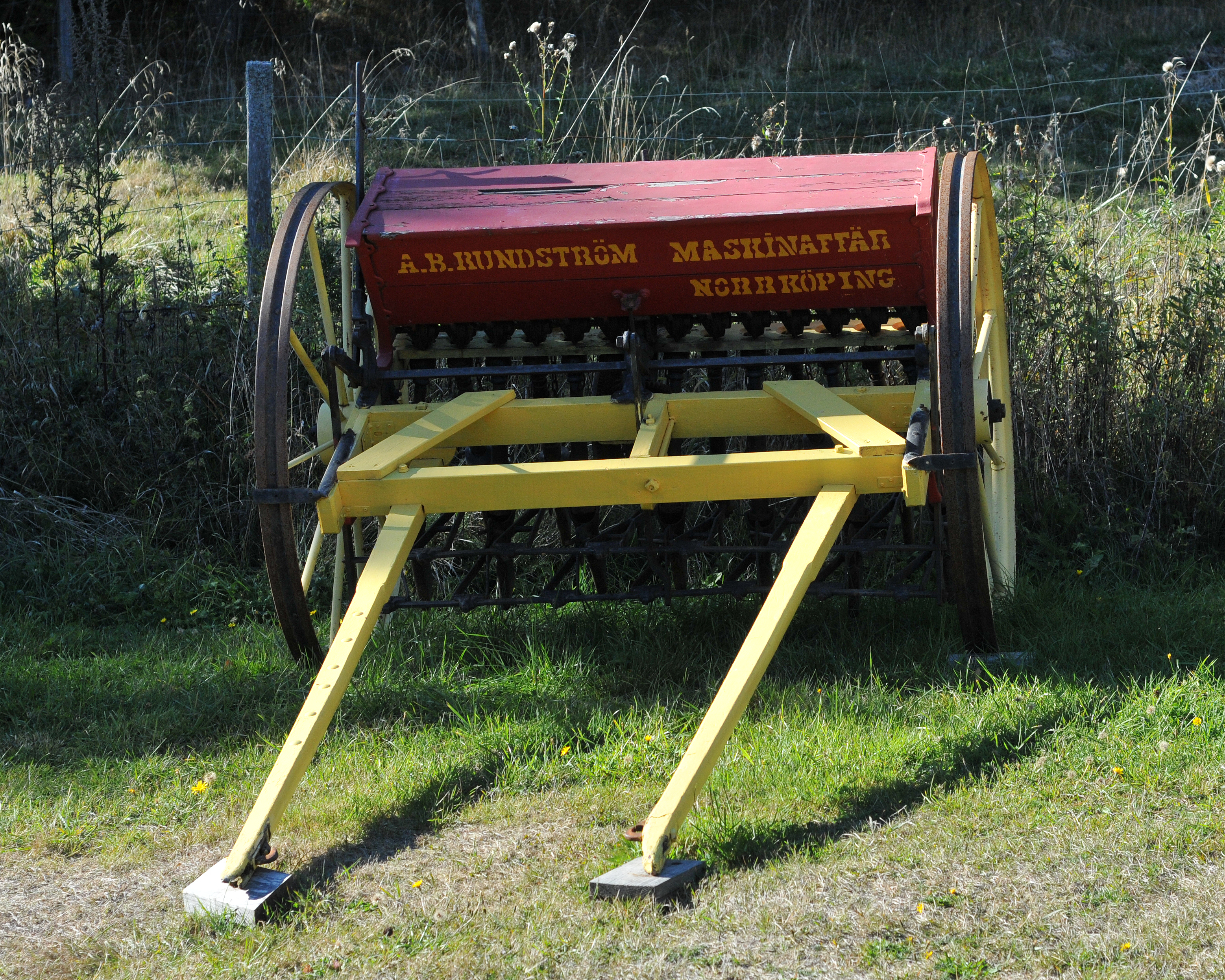
Såningsmaskin för häst vid Stendörrens naturreservat, Sverige

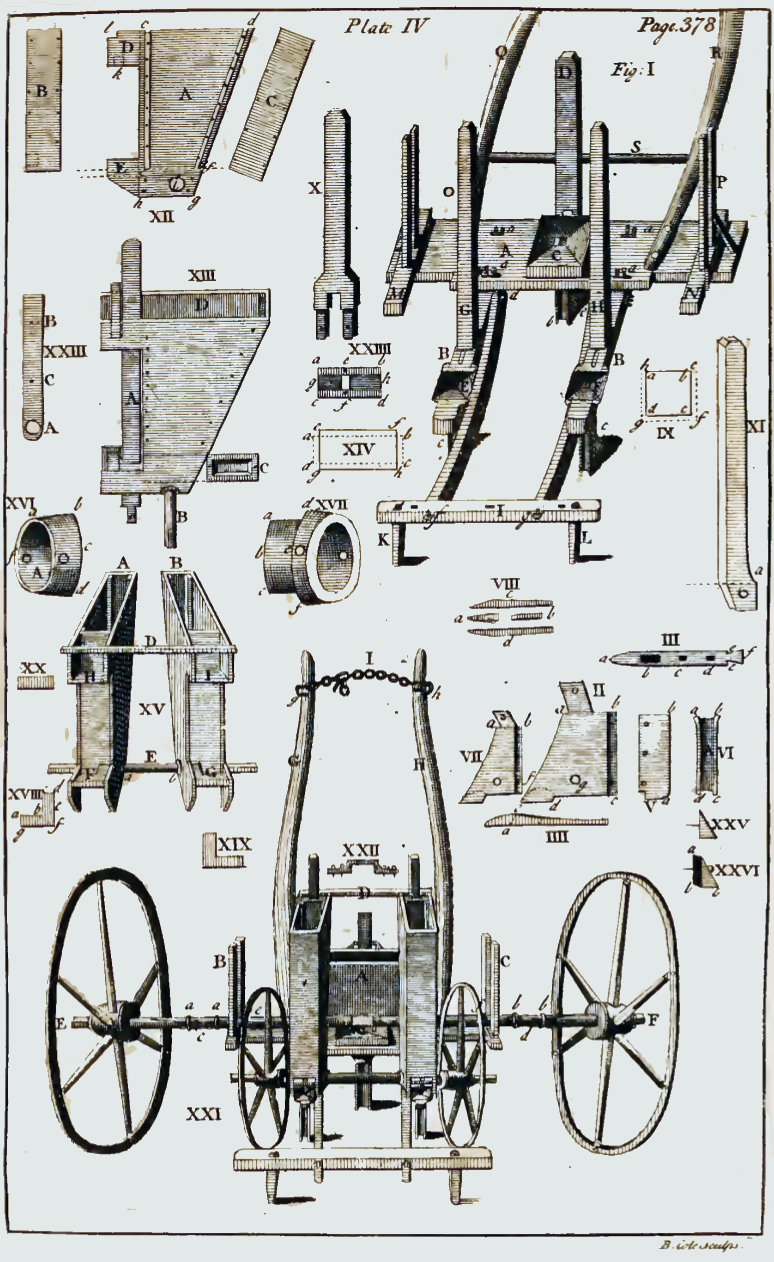
Jethro Tulls såmaskin.

Såmaskiner är ett samlingsuttryck för utrustningar som  
används till att så utsäde. Moderna såmaskiner har ofta utrustning som gör det möjligt att lägga på en giva handelsgödsel samtidigt.
Såmaskiner som har låda för säd och mekaniskt maskineri med kugghjul som matar ut säd via billar ned i jorden kallas radsåningsmaskin. De första typerna hade endast en låda för säd. Under 1950-talet var radsåningsmaskiner vanligen även utrustade med frölåda. Med en sådan maskin kunde förutom säd även höfrö sås samtidigt. Numera har radsåningsmaskiner även möjlighet att lägga en giva handelsgödsel samtidigt.[källa behövs]

## Historia
Den första enklare såmaskinen uppfanns av sumererna i Mellanöstern på 1500-talet f.Kr. Det handlade då om ett enstaka rör som man använde för att plantera fröer. På 200-talet f.Kr. utvecklades principen vidare i Kina, där man uppfann en såningsmaskin med flera rör som spred ut fröer i jämn takt i raka rader. Maskinen kunde dras med t.ex. en oxe eller åsna och gjorde att betydligt större områden än tidigare kunde sås. En beräkning visar att det kinesiska systemet var åtminstone 10 gånger så effektivt som det europeiska vid samma tid, möjligen upp till 30 gånger så effektivt.
Trots att såningsapparater använts länge i Mellanöstern, Kina och Indien var det först på 1500-talet som maskinen introducerades till Europa och man började försöka vidareutveckla tekniken. Fram till 1500-talet hade man i Europa sått för hand, en metod som var både ineffektiv och innebar ett stort svinn av fröer som blev dåliga.
Det kom att dröja ytterligare, till 1700-talet, innan intresset för tekniska innovationer inom jordbruket tog fart i Europa. Christoffer Polhem konstruerade omkring 1720 en modell för en såmaskin, det är dock oklart om den verkligen blev byggd i full skala. Flera såningsmaskiner för radsådd där endast en rad såddes i taget förekom kring 1700-talets mitt. Charlotta Frölich publicerade 1741 en radsåningsmaskin liknande en skottkärra som drogs av en person. Modellen var en utveckling av en tidigare publicerad uppfinning.  Likaså byggdes en såningsmaskin av Daniel af Thunberg på 1740-talet, oklart även om den fick någon spridning. 1756 köpte Kungliga Vetenskapsakademien in ett exemplar av Michel Lullin de Chateauvieuxs såmaskin och lät Carl Johan Cronstedt pröva maskinen på Fullerö säteri i Västmanland. Såmaskinen var inte till full belåtenhet så Cronstedt tillverkade 1761 en egen såningsmaskin som fick en viss spridning. Modellerna av Polhems, Thunbergs och Cronstedts såningsmaskiner ingick i Kungliga modellkammaren och ingår sedan 1969 i Nordiska museets samling över svensk kulturhistoria.
Vidare konstruerade kyrkoherde Zacharias Westbeck omkring 1740 en såningsmaskin i form av en skottkärra försedd med låda för utsäde och en utmatningsanordning som skakades av ett fjädrande träspån mot kuggar på hjulet. Redskapet har vissa likheter med den kinesiska såplogen men något direkt samband har inte kunnat spåras.
Även andra konstruktioner av handdrivna såningsmaskiner testades, men ingen av dessa uppfinningar fick dock något större genombrott.
Istället var det den engelska utvecklingen som med tiden fick genombrott i Sverige. Jethro Tull konstruerade redan 1701 en såningsmaskin som ett led i sina såningsexperiment. Maskinen var treradig med roterande cylindrar som matade fram kornen. Först 1783 uppfann prästen James Cook en radsåningsmaskin med 6 billar och en utmatningsanordning i form av små skopor, fästa vid roterande trissor. James Cooks såningsmaskin kom att betyda mycket för vidareutvecklingen av maskinerna. Under första hälften av 1800-talet var Garrett & Sons en ledande tillverkaren. På Världsutställningen i London 1851 väckte de stor uppmärksamhet och blev därigenom ytterligare kända och spridda.
På 1850-talet började även en svensk tillverkning av radsåningsmaskiner. Bland det första tillverkarna märks Överums bruk och Ystads mekaniska verkstad. Senare tillkom flera, såsom AB Vesteråsmaskiner, Gefle Åkerredskaps AB, Klosters Gjuteri och Mekaniska Verkstad i Lund, Grönkvists Mekaniska Verkstad i Katrineholm med flera.